# Derek Vaughan
Derek Vaughan, né le 2 mai 1961 à Aberfan (county borough de Merthyr Tydfil), est un homme politique britannique. Membre du Parti travailliste gallois, il est député européen de 2009 à 2019.

## Biographie

### Carrière de syndicaliste
Vaughan est né au Pays de Galles, dans un village minier, Aberfan, dans la communauté de Merthyr Tydfil. Il étudie l'histoire et la politique à l'université de Swansea puis devient syndicaliste professionnel au sein du syndicat Transport and General Workers' Union qui devient en 2007 Unite the Union.

Derek Vaughan est élu en 1995 conseiller de comté de Neath Port Talbot, au sud du Pays de Galles. Il devient ensuite leader du groupe travailliste dans le conseil puis président du conseil en 2004. Il dirige aussi l'Association des collectivités locales galloise de 2005 à 2008.

### Député européen
Durant les élections européennes de 2009, Derek Vaughan est tête de liste travailliste, qui arrive deuxième avec 20,3 % des voix derrière la liste conservatrice, il devient donc le seul député européen travailliste gallois. Il est réélu ensuite en 2014, arrivant cette fois-ci en tête, avec 28,15 % des voix devant la liste eurosceptique de l'UKIP.
Au sein du Parlement européen, il est par son appartenance au parti travailliste, membre de l'alliance progressiste des socialistes et démocrates. Il est aussi vice-président de la Commission du contrôle budgétaire, membre de la commission du développement régional et de la délégation pour les relations avec l'Australie et la Nouvelle-Zélande. Il ne se représente pas en 2019.